# Jonny Ljungman
Jonny Ingemar Ljungman, född 9 maj 1965, är en svensk snickare (egenföretagare) och programledare, sedan 2003 är han bygglagsledare i TV-programmet Från koja till slott, Nytt läge och Stora byggslaget på TV3.
I Stora byggslaget är han dessutom en i juryn. Han har även varit med i Sveriges fulaste hem som byggledare.
Jonny jobbar numera på Albybergfastigheter.
Jonny Ljungman är far till skådespelaren Tom Ljungman.